# Andrea Bliss
Andrea Bliss, destacada deportista jamaiquina de la especialidad de atletismo quien fue campeona de Centroamérica y del Caribe en Mayagüez 2010.

## Trayectoria
La trayectoria deportiva de Andrea Bliss se identifica por su participación en los siguientes eventos nacionales e internacionales:

### Juegos Centroamericanos y del Caribe
Fue reconocido su triunfo de ser la país deportista con el mayor número de medallas de la selección de  Jamaica 
en los juegos de Mayagüez 2010.

#### Juegos Centroamericanos y del Caribe de Mayagüez 2010
Su desempeño en la vigésima primera edición de los juegos, se identificó por ser un deportista multimedalla entre todos los participantes del evento, con un total de 2 medallas:

- , Medalla de bronce: 100 m Vallas
- , Medalla de bronce: 4 × 100 m Relevo